# Mendorf
Mendorf ist ein Gemeindeteil des Marktes Altmannstein im oberbayerischen Landkreis Eichstätt.

## Lage
Das Dorf liegt auf der Hochfläche der südlichen Frankenalb am östlichen Rand des Köschinger Forstes südwestlich vom Gemeindesitz Altmannstein an der Staatsstraße 2231.

## Geschichte

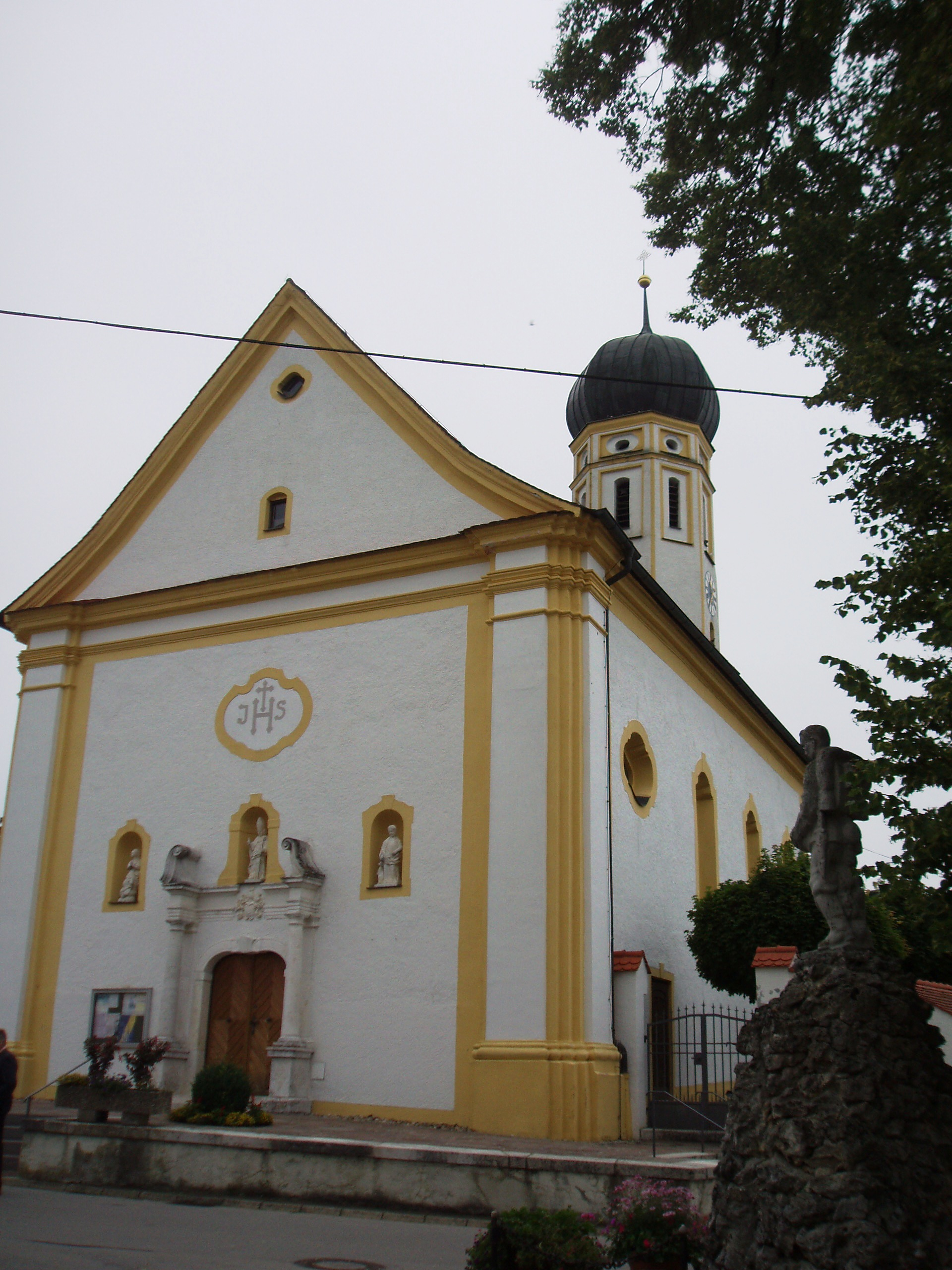
Westfassade der barocken Benefiziumskirche

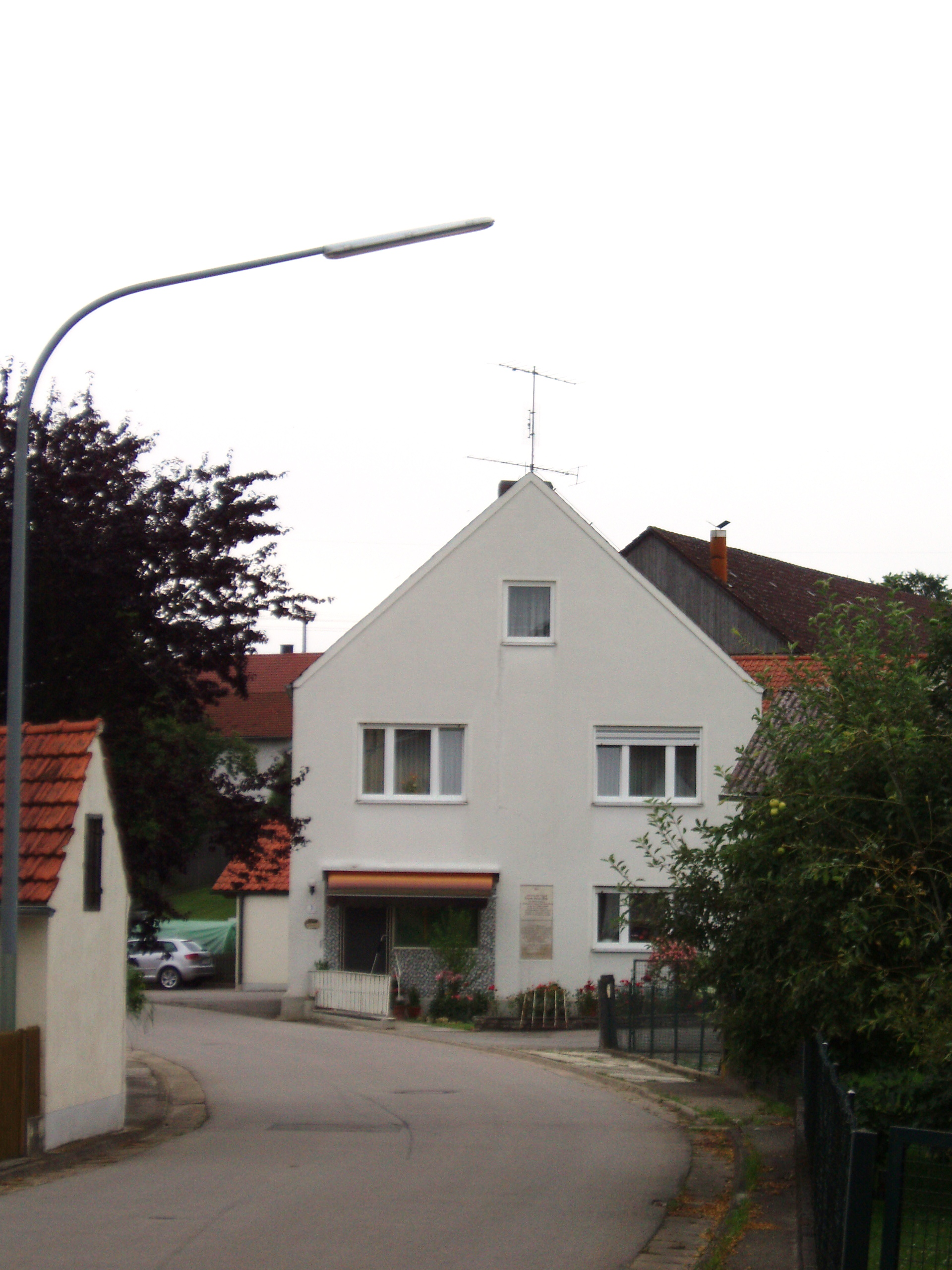
Das Geburtshaus von Johann Simon Mayr

Hier ist bei Biber eine ehemalige keltische Viereckschanze nachgewiesen.
Die erste urkundliche Erwähnung stammt aus dem Jahre 887: der ostfränkische König Arnulf von Kärnten tauschte die „Villa Mandorf im Chelsgau“ mit dem Regensburger Bischof Am(b)richo gegen ein Jagdgebiet bei Prüll (Regensburg). Südlich des Jura hin zum Donaubecken gelegen, zeichnete sich die Mendorfer Flur wegen ihrer guten Böden aus. Ende des 10. Jahrhunderts wurden mehrmals Grundstücke in Mendorf dem Regensburger Kloster St. Emmeram geschenkt. Vom 12. Jahrhundert an hatten die Benediktiner von Weltenburg Besitz in Mendorf. Für 1186 ist der Ortsadel der Mendorfer nachgewiesen; es gab aber am Ort mit den Endorfern noch ein weiteres Adelsgeschlecht. Ein Ulrich von Mendorf war 1339 der erste Besitzer der Burg Oberdolling. 1447 schenkte Peter Mendorfer zu Mendorf den Bezirk von Bettbrunn der Kirche und 1477 der Pfarrei Mendorf den Kirchenwald. Um 1420 kauften sich schließlich die Herren von Muggenthal von Sandersdorf aus in Mendorf ein. An sie ging im 16. Jahrhundert die Güter der Mendorfer und Endorfer über.
Im Dreißigjährigen Krieg mussten die Muggenthaler 1644 ihre ganze Besitzung Sandersdorf-Mendorf verkaufen. Als der neue Besitzer, Wolf Georg Unverzagt, Freiherr von Retz, bald darauf starb, traten seine Brüder und als Gläubiger Johann Jakob Lossius, Professor der Universität Ingolstadt, das Erbe an. 1650 erwarb Lossius schließlich den gesamten Besitz. Er vererbte ihn an den Sohn seiner Schwester, den Ingolstädter Jura-Professor und Advokaten des bayerischen Kurfürsten Dominikus Bassus, den Erbauer der Mendorfer Kirche St. Leodegar. Die verschwundenen Ansitze der Adelsgeschlechter der Endorfer, Mendorfer und eines weiteren, der Präntl, befanden sich innerhalb des Dorfes, ihre Lage ist nicht mehr lokalisierbar.
1877 wurde die Freiwillige Feuerwehr, 1961 der Schützenverein Edelweiß e. V. und 1992 der Freundeskreis der Musik des aus Mendorf stammenden, von Freiherr Thomas de Bassus geförderten Komponisten Johann Simon Mayr (1763–1845) gegründet. Außerdem gibt es eine Reihe weiterer Vereine. Das Dorf besaß mit der gleichnamigen Station einen Eisenbahnanschluss an der Bahnstrecke Ingolstadt–Riedenburg. Personenverkehr bestand zwischen dem 1. Mai 1903 und der endgültigen Betriebseinstellung am 28. Mai 1972; die Mendorfer Bahnagentur war die erste der Königlich Bayerischen Staatseisenbahnen, die 1904 bis 1929 von einer Frau geführt wurde. Seit 2008 wird die Trasse als Schambachtalbahn-Radweg genutzt. 2003 erbaute man ein großzügiges Dorfgemeinschaftshaus.
Für die barocke Ortskirche St. Leodegar gab Dominikus (de) Bassus vermutlich 1696 den Auftrag. 1684 wurde eine Josephi-Bruderschaft gegründet. Das Pfarrdorf gehört zur Diözese Regensburg und wird heute vom Seelsorger von Steinsdorf mitversorgt.
Am 1. April 1929 wurde ein Teil der aufgelösten Gemeinde Sollern eingegliedert. Am 1. Januar 1972 wurde Mendorf in den Markt Altmannstein eingegliedert.

## Söhne und Töchter des Ortes
- Johann Simon Mayr (1763–1845), Komponist und Musiklehrer
- Andreas Buchner (* 1985), Fußballprofi
- Rainer Schaller (1969–2022), Musiker und Regisseur